# Jorge Kissling
Jorge Kissling (Buenos Aires, 10 marzo 1940 – Balcarce, 28 aprile 1968) è stato un pilota motociclistico argentino.

## Carriera
Nel Motomondiale ha vinto 1 gran premio nel 1961 e si è classificato settimo nella classifica iridata della classe 500 dello stesso anno.
Facente parte di una famiglia che annoverava anche un altro pilota, il fratello Raul, i cui risultati vengono a volte confusi con i suoi, prese parte soprattutto alle gare di casa, vincendo appunto il Gran Premio motociclistico d'Argentina del 1961 e giungendo al secondo posto due anni dopo.
Fu in ogni caso, quella del GP d'Argentina 1961, una vittoria in parte anomala: si trattava del primo GP d'Argentina valido per il mondiale ma, a causa degli elevati costi di trasferta e del fatto che comunque le classifiche del campionato erano ormai decise, pochi piloti e case ufficiali vi presero parte. Vinse così per la prima volta un pilota sudamericano, in sella ad una Matchless (e fu questa anche la prima vittoria della casa britannica dopo molti anni). Già assume un valore maggiore il secondo posto del 1963, ottenuto alle spalle del campione del mondo Mike Hailwood.
Negli anni successivi è passato alle competizioni automobilistiche, trovando la morte nel 1968 in un incidente stradale durante una gara di vetture turismo.

## Risultati nel motomondiale

### Classe 125
| 1962 | Classe | Moto    |    |   |   |   |   |   |   |   |   |   |   | Punti | Pos. |
| ---- | ------ | ------- | -- | - | - | - | - | - | - | - | - | - | - | ----- | ---- |
| 1962 | 125    | Bultaco | 10 | 6 | - | - | - | - | - | - | - | - | - | 1     | 24º  |

| Legenda | 1º posto        | 2º posto            | 3º posto            | A punti      | Senza punti        | Grassetto – Pole position Corsivo – Giro più veloce |
| Legenda | Gara non valida | Non qual./Non part. | Ritirato/Non class. | Squalificato | '-' Dato non disp. | Grassetto – Pole position Corsivo – Giro più veloce |

### Classe 500
| 1961 | Classe | Moto      |    |  |  |  |  |  |  |  |  |  |   |  | Punti | Pos. |
| ---- | ------ | --------- | -- |  |  |  |  |  |  |  |  |  | - |  | ----- | ---- |
| 1961 | 500    | Matchless | NE |  |  |  |  |  |  |  |  |  | 1 |  | 8     | 7º   |

| 1962 | Classe | Moto      |    |    |  |  |  |    |  |  |  |  |     |  | Punti | Pos. |
| ---- | ------ | --------- | -- | -- |  |  |  | -- |  |  |  |  | --- |  | ----- | ---- |
| 1962 | 500    | Matchless | NE | NE |  |  |  | NE |  |  |  |  | Rit |  | 0     |      |

| 1963 | Classe | Moto   |    |    |    |  |  |  |  |  |  |  |   |    | Punti | Pos. |
| ---- | ------ | ------ | -- | -- | -- |  |  |  |  |  |  |  | - | -- | ----- | ---- |
| 1963 | 500    | Norton | NE | NE | NE |  |  |  |  |  |  |  | 2 | NE | 6     | 9º   |

| 1964 | Classe | Moto   |     |    |    |  |  |  |  |  |  |  |  |    | Punti | Pos. |
| ---- | ------ | ------ | --- | -- | -- |  |  |  |  |  |  |  |  | -- | ----- | ---- |
| 1964 | 500    | Norton | Rit | NE | NE |  |  |  |  |  |  |  |  | NE | 0     |      |

| Legenda | 1º posto        | 2º posto            | 3º posto            | A punti      | Senza punti        | Grassetto – Pole position Corsivo – Giro più veloce |
| Legenda | Gara non valida | Non qual./Non part. | Ritirato/Non class. | Squalificato | '-' Dato non disp. | Grassetto – Pole position Corsivo – Giro più veloce |